# Grand Prix automobile d'Australie 1994
GP précédent GP suivant
Le Grand Prix automobile d'Australie 1994 (EDS Australian Grand Prix), disputé sur le circuit urbain d'Adélaïde en Australie le 13 novembre 1994, est la dixième édition du Grand Prix, le 564e Grand Prix de Formule 1 couru depuis 1950 et la seizième et dernière manche du championnat 1994.
Avant ce Grand Prix, un seul point sépare les deux prétendants au titre mondial, Michael Schumacher et Damon Hill. Au trente-cinquième tour, Schumacher perd le contrôle de sa monoplace, touche le mur et revient en piste juste devant Hill qui tente de le doubler. Le pilote allemand se rabat sur le Britannique et brise le triangle de suspension de la Williams avant de terminer sa course dans le mur de pneus. Les deux concurrents abandonnent et Schumacher est sacré champion du monde.

## Classement
| Pos. | No | Pilote                 | Écurie            | Tours | Temps/Abandon                      | Grille | Points |
| ---- | -- | ---------------------- | ----------------- | ----- | ---------------------------------- | ------ | ------ |
| 1    | 2  | Nigel Mansell          | Williams-Renault  | 81    | 1 h 47 min 51 s 480 (170,324 km/h) | 1      | 10     |
| 2    | 28 | Gerhard Berger         | Ferrari           | 81    | + 2 s 511                          | 11     | 6      |
| 3    | 8  | Martin Brundle         | McLaren-Peugeot   | 81    | + 52 s 487                         | 9      | 4      |
| 4    | 14 | Rubens Barrichello     | Jordan-Hart       | 81    | + 1 min 10 s 530                   | 5      | 3      |
| 5    | 26 | Olivier Panis          | Ligier-Renault    | 80    | + 1 tour                           | 12     | 2      |
| 6    | 27 | Jean Alesi             | Ferrari           | 80    | + 1 tour                           | 8      | 1      |
| 7    | 30 | Heinz-Harald Frentzen  | Sauber-Mercedes   | 80    | + 1 tour                           | 10     |        |
| 8    | 9  | Christian Fittipaldi   | Arrows-Ford       | 80    | + 1 tour                           | 19     |        |
| 9    | 23 | Pierluigi Martini      | Minardi-Ford      | 79    | + 2 tours                          | 18     |        |
| 10   | 29 | Jyrki Järvilehto       | Sauber-Mercedes   | 79    | + 2 tours                          | 17     |        |
| 11   | 25 | Franck Lagorce         | Ligier-Renault    | 79    | + 2 tours                          | 20     |        |
| 12   | 7  | Mika Häkkinen          | McLaren-Peugeot   | 76    | Freins                             | 4      |        |
| Abd. | 24 | Michele Alboreto       | Minardi-Ford      | 69    | Accident                           | 16     |        |
| Abd. | 4  | Mark Blundell          | Tyrrell-Yamaha    | 66    | Accident                           | 13     |        |
| Abd. | 20 | Jean-Denis Delétraz    | Larrousse-Ford    | 56    | Boîte de vitesses                  | 25     |        |
| Abd. | 11 | Mika Salo              | Lotus-Mugen-Honda | 49    | Panne électrique                   | 22     |        |
| Abd. | 31 | David Brabham          | Simtek-Ford       | 49    | Moteur                             | 24     |        |
| Abd. | 12 | Alessandro Zanardi     | Lotus-Mugen-Honda | 40    | Accélérateur                       | 14     |        |
| Abd. | 0  | Damon Hill             | Williams-Renault  | 35    | Collision                          | 3      |        |
| Abd. | 5  | Michael Schumacher     | Benetton-Ford     | 35    | Collision                          | 2      |        |
| Abd. | 32 | Domenico Schiattarella | Simtek-Ford       | 21    | Boîte de vitesses                  | 26     |        |
| Abd. | 3  | Ukyo Katayama          | Tyrrell-Yamaha    | 19    | Sortie de piste                    | 15     |        |
| Abd. | 19 | Hideki Noda            | Larrousse-Ford    | 18    | Fuite d'huile                      | 23     |        |
| Abd. | 10 | Gianni Morbidelli      | Arrows-Ford       | 17    | Moteur                             | 21     |        |
| Abd. | 15 | Eddie Irvine           | Jordan-Hart       | 15    | Sortie de piste                    | 6      |        |
| Abd. | 6  | Johnny Herbert         | Benetton-Ford     | 13    | Boîte de vitesses                  | 7      |        |
| Nq.  | 33 | Paul Belmondo          | Pacific-Ilmor     |       | Non qualifié                       |        |        |
| Nq.  | 34 | Bertrand Gachot        | Pacific-Ilmor     |       | Non qualifié                       |        |        |

## Pole position et record du tour
- Pole position : Nigel Mansell en 1 min 16 s 179 (vitesse moyenne : 178,632 km/h).
- Meilleur tour en course : Michael Schumacher en 1 min 17 s 140 au 29e tour (vitesse moyenne : 176,407 km/h).

## Tours en tête
- Michael Schumacher (Benetton-Ford) : 35 tours (1-35) ;
- Nigel Mansell (Williams-Renault) : 36 tours (36-53 / 64-81) ;
- Gerhard Berger (Ferrari) : 10 tours (54-63)[1].

## Statistiques
- 31e et dernière victoire pour Nigel Mansell.
- Dernier Grand Prix pour l'écurie française Larrousse.
- Dernier Grand Prix de l'écurie britannique Lotus, présente en Grand Prix depuis 1958.